# Stylogyne poeppigii
Stylogyne poeppigii är en viveväxtart som beskrevs av Carl Christian Mez. Stylogyne poeppigii ingår i släktet Stylogyne och familjen viveväxter. Inga underarter finns listade i Catalogue of Life.